# Sclerolaena glabra
Sclerolaena glabra är en amarantväxtart som först beskrevs av Ferdinand von Mueller, och fick sitt nu gällande namn av Karel Domin. Sclerolaena glabra ingår i släktet Sclerolaena och familjen amarantväxter. Inga underarter finns listade i Catalogue of Life.